# Catan – Der Schokoladenmarkt
Der Schokoladenmarkt ist eine in Zusammenarbeit von Kosmos und Ritter Sport im Herbst 2010 herausgegebene Erweiterung zu den Siedlern von Catan von Klaus Teuber. Die Landschaften und Zutatenkarten wurden von Michael Menzel gezeichnet, die übrigen Grafiken von Michaela Kienle.
Der Schokoladenmarkt war zunächst nur bei Ritter-Sport erhältlich, nach Ablauf der Aktion im April 2011, war er ab Mai 2011 auch im Catan-Shop erhältlich. Um das Spiel über Ritter-Sport zu erhalten, wurden Codes benötigt, die auf allen mit dem „Siedler von Catan“-Label versehenen Ritter Sport Mini-Packungen zu finden waren Diese Codes mussten auf der Catan-Ritter-Sport-Webseite eingegeben werden wofür Rohstoffe erhalten wurden, um damit eine eigene virtuelle Insel zu besiedeln. Sobald die Insel voll war, konnte der Schokoladenmarkt bei Ritter Sport bestellt werden. Wer die halbe Insel besiedelte, erhielt einen 10-Euro-Gutschein, den man ebenfalls bei Ritter Sport beim Kauf eins Basisspiels oder Städte & Ritter einlösen konnte. Das Basisspiel wird benötigt, um den Schokoladenmarkt spielen zu können.

## Inhalt
- 60 Zutatenkarten:
  - 18× Kakao
  - 14× Zucker
  - je 10× Milch und Haselnuss
  - 8× Trauben
- 2 Rahmenteile
- 5 Urwaldfelder
- 5 „Ritter Sport“-Tafeln
- 28 Siegpunkt-Chips
- 29 Produktionsstätten:
  - 9× Kakao (Urwald)
  - 7× Zucker (Ackerland)
  - 5× Milch (Weideland)
  - 5× Haselnuss (Wald)
  - 3× Trauben (Hügelland)
- 1 Tableau „Schokoladenmarkt“
- 5 Standfüße
- 1 Spielanleitung (4 Seiten)

## Beschreibung
Zusätzlich zu den normalen catanischen Rohstoffen können die Spieler über Produktionsstätten Zutaten für verschiedene Schokoladensorten produzieren. Die für jede Schokolade notwendige Zutat „Kakao“ wird auf den neuen Urwaldfeldern produziert, die aber keine anderen Rohstoffe liefern. Die mit den Zutaten hergestellte Schokolade verkauft er auf dem Schokoladenmarkt und erhält je nach Bedarf an dieser Sorte eine Belohnung, die von einer Rohstoffkarte bis zu 2 Siegpunkten reichen kann. Bei jeder Produktion sinkt einerseits der Bedarf an dieser Sorte und andererseits wird per Zufall eine Sorte bestimmt deren Bedarf ansteigt. Dadurch fällt der Wert der Belohnung bzw. steigt an. Wird eine Sorte überwiegend produziert, kann es passieren, dass für diese Sorte kein Bedarf mehr besteht, so dass sie erst wieder produziert werden kann, wenn der Bedarf steigt.
Bei einer „7“ muss wie üblich jeder Spieler, der mehr als 7 Rohstoffe hat, die Hälfte abgeben. Hat ein Spieler mehr als 7 Zutaten, muss er davon ebenfalls die Hälfte abgeben. Wird bei einem Spieler nach Versetzen des Räubers etwas entwendet, kann sich der Spieler, der entwenden darf entscheiden ob er eine Zutat oder einen Rohstoff nimmt. Zutaten können immer 4:1 in andere Zutaten oder an 3:1 Häfen auch 3:1 in andere Zutaten getauscht werden, aber nicht in Rohstoffe. Ebenso können Rohstoffe nicht in Zutaten getauscht werden. Beim Handel untereinander darf aber mit beiden gehandelt werden.
Das Spiel endet, wenn ein Spieler in seinem Zug mindestens 13 Punkte besitzt.

## Besonderheit
2015 veröffentlichte Klaus Teuber die Catan – Schokoladen Edition, die 32 Schokotäfelchen enthält und ohne weiteres Spielmaterial spielbar ist. Die ersten 100 Teilnehmer des Big Games auf der Spiel 2015 konnten sich die Edition für 3 € sichern.